# Henning Grenander
Henning Grenander (Estocolmo, 1874 – 1958) foi um patinador artístico sueco. Grenander conquistou uma medalha de ouro em campeonatos mundiais, e uma medalha de prata em campeonatos europeus.

## Principais resultados
| Resultados                                            | Resultados       | Resultados      | Resultados    | Resultados    | Resultados    | Resultados    | Resultados    | Resultados    | Resultados    | Resultados    | Resultados    | Resultados    |
| Internacional                                         | Internacional    | Internacional   | Internacional | Internacional | Internacional | Internacional | Internacional | Internacional | Internacional | Internacional | Internacional | Internacional |
| Evento/Temporada                                      | 1892– 1893       |                 | 1897– 1898    |               |               |               |               |               |               |               |               |               |
| ----------------------------------------------------- | ---------------- | --------------- | ------------- | ------------- | ------------- | ------------- | ------------- | ------------- | ------------- | ------------- | ------------- | ------------- |
| Campeonato Mundial                                    |                  | Medalha de ouro |               |               |               |               |               |               |               |               |               |               |
| Campeonato Europeu                                    | Medalha de prata |                 |               |               |               |               |               |               |               |               |               |               |
|                                                       |                  |                 |               |               |               |               |               |               |               |               |               |               |
| Legenda: Competição não foi disputada nesta temporada |                  |                 |               |               |               |               |               |               |               |               |               |               |